# Azerbeidzjaans voetbalelftal (mannen)
Het Azerbeidzjaans voetbalelftal is een team van voetballers dat Azerbeidzjan vertegenwoordigt in internationale wedstrijden en competities, zoals de kwalificatieronden voor het WK en het EK. Het land wist zich sinds de onafhankelijkheid in 1991 na het uiteenvallen van de Sovjet-Unie nog nooit te plaatsen voor een eindronde.

## Geschiedenis
Azerbeidzjan werd een zelfstandig land na het uiteenvallen van de Sovjet-Unie en speelde zijn eerste interland in 1992. Er werd met 6-3 verloren van Georgië. Voor de eerste keer nam het deel aan de voorronde voor het EK van 1996; nadat negen keer werd verloren, werd in de laatste wedstrijd gelijk gespeeld tegen Polen. Pijnlijkste nederlaag was een 10-0 vernedering tegen Frankrijk. Tot op heden eindigde het land één keer niet op de laatste- of voorlaatste plaats, voor kwalificatie voor het WK van 2014 hield het zowel Noord-Ierland als Luxemburg achter zich. Meest aansprekende overwinningen werden geboekt op Zwitserland (WK 1998), Servië en Montenegro (EK 2004), Finland (EK 2008) en Turkije (EK 2012). Er werd gelijk gespeeld tegen Portugal (EK 2000), Rusland (WK 2010, WK 2014) en België (EK 2012). De start in het kwalificatie-toernooi voor het WK 2018 was veelbelovend, onder leiding van voormalig Kroatisch international Robert Prosinecki begon het land met twee zeges (tegen onder andere Noorwegen) en een gelijkspel uit tegen Tsjechië. In de daarop volgende zeven wedstrijden werd echter zes keer verloren en Azerbeidzjan eindigde op de vijfde en voorlaatste plaats.

## Prestaties op eindtoernooien

### Wereldkampioenschap
| Wereldkampioenschap voetbal | Wereldkampioenschap voetbal | Wereldkampioenschap voetbal | Wereldkampioenschap voetbal | Wereldkampioenschap voetbal | Wereldkampioenschap voetbal | Wereldkampioenschap voetbal | Wereldkampioenschap voetbal | Wereldkampioenschap voetbal |
| Jaar                        | Ronde                       | Wed.                        | W                           | G                           | V                           | DV                          | DT                          |                             |
| --------------------------- | --------------------------- | --------------------------- | --------------------------- | --------------------------- | --------------------------- | --------------------------- | --------------------------- | --------------------------- |
| 1930–1990                   | Bij Sovjet-Unie             | Bij Sovjet-Unie             | Bij Sovjet-Unie             | Bij Sovjet-Unie             | Bij Sovjet-Unie             | Bij Sovjet-Unie             | Bij Sovjet-Unie             | Bij Sovjet-Unie             |
| 1994                        | Geen deelname               | Geen deelname               | Geen deelname               | Geen deelname               | Geen deelname               | Geen deelname               | Geen deelname               |                             |
| 1998                        | Niet gekwalificeerd         | Niet gekwalificeerd         | Niet gekwalificeerd         | Niet gekwalificeerd         | Niet gekwalificeerd         | Niet gekwalificeerd         | Niet gekwalificeerd         |                             |
| 2002                        | Niet gekwalificeerd         | Niet gekwalificeerd         | Niet gekwalificeerd         | Niet gekwalificeerd         | Niet gekwalificeerd         | Niet gekwalificeerd         | Niet gekwalificeerd         |                             |
| 2006                        | Niet gekwalificeerd         | Niet gekwalificeerd         | Niet gekwalificeerd         | Niet gekwalificeerd         | Niet gekwalificeerd         | Niet gekwalificeerd         | Niet gekwalificeerd         |                             |
| 2010                        | Niet gekwalificeerd         | Niet gekwalificeerd         | Niet gekwalificeerd         | Niet gekwalificeerd         | Niet gekwalificeerd         | Niet gekwalificeerd         | Niet gekwalificeerd         |                             |
| 2014                        | Niet gekwalificeerd         | Niet gekwalificeerd         | Niet gekwalificeerd         | Niet gekwalificeerd         | Niet gekwalificeerd         | Niet gekwalificeerd         | Niet gekwalificeerd         |                             |
| 2018                        | Niet gekwalificeerd         | Niet gekwalificeerd         | Niet gekwalificeerd         | Niet gekwalificeerd         | Niet gekwalificeerd         | Niet gekwalificeerd         | Niet gekwalificeerd         |                             |
| 2022                        | Niet gekwalificeerd         | Niet gekwalificeerd         | Niet gekwalificeerd         | Niet gekwalificeerd         | Niet gekwalificeerd         | Niet gekwalificeerd         | Niet gekwalificeerd         | Niet gekwalificeerd         |

### Europees kampioenschap
| Europees kampioenschap voetbal | Europees kampioenschap voetbal | Europees kampioenschap voetbal | Europees kampioenschap voetbal | Europees kampioenschap voetbal | Europees kampioenschap voetbal | Europees kampioenschap voetbal | Europees kampioenschap voetbal | Europees kampioenschap voetbal |
| Jaar                           | Ronde                          | Wed.                           | W                              | G                              | V                              | DV                             | DT                             | Kwal                           |
| ------------------------------ | ------------------------------ | ------------------------------ | ------------------------------ | ------------------------------ | ------------------------------ | ------------------------------ | ------------------------------ | ------------------------------ |
| 1996                           | Niet gekwalificeerd            | Niet gekwalificeerd            | Niet gekwalificeerd            | Niet gekwalificeerd            | Niet gekwalificeerd            | Niet gekwalificeerd            | Niet gekwalificeerd            | Niet gekwalificeerd            |
| 2000                           | Niet gekwalificeerd            | Niet gekwalificeerd            | Niet gekwalificeerd            | Niet gekwalificeerd            | Niet gekwalificeerd            | Niet gekwalificeerd            | Niet gekwalificeerd            | Niet gekwalificeerd            |
| 2004                           | Niet gekwalificeerd            | Niet gekwalificeerd            | Niet gekwalificeerd            | Niet gekwalificeerd            | Niet gekwalificeerd            | Niet gekwalificeerd            | Niet gekwalificeerd            | Niet gekwalificeerd            |
| 2008                           | Niet gekwalificeerd            | Niet gekwalificeerd            | Niet gekwalificeerd            | Niet gekwalificeerd            | Niet gekwalificeerd            | Niet gekwalificeerd            | Niet gekwalificeerd            | Niet gekwalificeerd            |
| 2012                           | Niet gekwalificeerd            | Niet gekwalificeerd            | Niet gekwalificeerd            | Niet gekwalificeerd            | Niet gekwalificeerd            | Niet gekwalificeerd            | Niet gekwalificeerd            | Niet gekwalificeerd            |
| 2016                           | Niet gekwalificeerd            | Niet gekwalificeerd            | Niet gekwalificeerd            | Niet gekwalificeerd            | Niet gekwalificeerd            | Niet gekwalificeerd            | Niet gekwalificeerd            | Niet gekwalificeerd            |
| 2020                           | Niet gekwalificeerd            | Niet gekwalificeerd            | Niet gekwalificeerd            | Niet gekwalificeerd            | Niet gekwalificeerd            | Niet gekwalificeerd            | Niet gekwalificeerd            | Niet gekwalificeerd            |
| 2024                           | Niet gekwalificeerd            | Niet gekwalificeerd            | Niet gekwalificeerd            | Niet gekwalificeerd            | Niet gekwalificeerd            | Niet gekwalificeerd            | Niet gekwalificeerd            | Niet gekwalificeerd            |

### UEFA Nations League
| 2018–19 | D | 46e | 6 | 2 | 3 | 1 | 14 | 8 | Gestegen |
| 2020–21 | C | 43e | 6 | 1 | 3 | 2 | 2  | 4 | Stabiel  |
| 2022–23 | C | 38e | 6 | 3 | 1 | 2 | 7  | 4 | Stabiel  |

## Huidige selectie

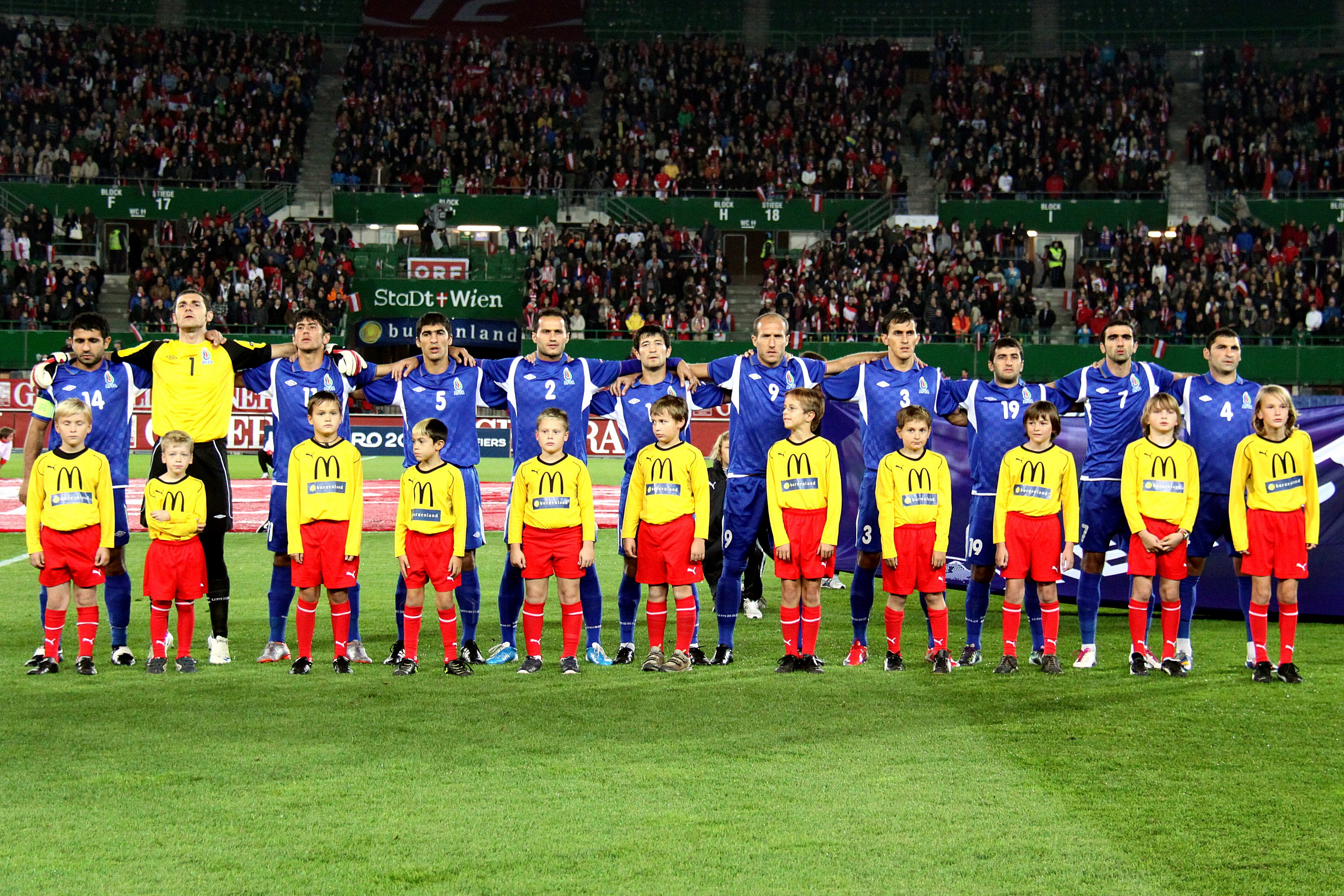
Het Azerbeidzjaans voetbalelftal tijdens een interland op 8 oktober 2010

Bijgewerkt tot en met 19 november 2024, de interland tegen  Zweden in de UEFA Nations League.
| Nr.         | Naam               | Wed. | Dlpnt. | Club                 |
| ----------- | ------------------ | ---- | ------ | -------------------- |
| Doel        |                    |      |        |                      |
| 1           | Nicat Mehbaliyev   | 0    | 0      | Sabah                |
| 12          | Aydin Bayramov     | 0    | 0      | Zira                 |
| 23          | Rza Cafarov        | 3    | 0      | Neftçi               |
| Verdediging |                    |      |        |                      |
| 2           | Amin Seydiyev      | 12   | 0      | Sabah                |
| 4           | Bahlul Mustafazada | 34   | 1      | Qarabağ              |
| 5           | Anton Krivotsjoek  | 40   | 1      | Daejeon Hana Citizen |
| 14          | Zamiq Aliyev       | 1    | 0      | Egnatia              |
| 15          | Badavi Hüseynov    | 76   | 1      | Qarabağ              |
| 21          | Abbas Hüseynov     | 28   | 0      | Qarabağ              |
| Middenveld  |                    |      |        |                      |
| 6           | Ozan Kökçü         | 12   | 0      | HJK                  |
| 7           | Coşqun Diniyev     | 29   | 0      | Çorum                |
| 8           | Ismayil Ibrahimli  | 8    | 0      | Zira                 |
| 16          | Sabuhi Abdullazada | 1    | 0      | Sumqayıt             |
| 18          | Ceyhun Nuriyev     | 8    | 0      | Zira                 |
| 19          | Khayal Nacafov     | 3    | 0      | Turan Tovuz          |
| 20          | Aleksej Isajev     | 29   | 1      | Qarabağ              |
| Aanval      |                    |      |        |                      |
| 9           | Nariman Akhundzada | 4    | 0      | Qarabağ              |
| 10          | Mahir Emreli       | 52   | 6      | 1. FC Nürnberg       |
| 11          | Ramil Sjejdajev    | 69   | 10     | Neftçi               |
| 17          | Toral Bayramov     | 30   | 4      | Qarabağ              |
| 22          | Musa Qurbanli      | 17   | 3      | Qarabağ              |

## FIFA-wereldranglijst[1]
| 1994 | 1995 | 1996 | 1997 | 1998 | 1999 | 2000 | 2001 | 2002 | 2003 | 2004 | 2005 | 2006 | 2007 | 2008 | 2009 | 2010 | 2011 | 2012 | 2013 | 2014 | 2015 | 2016 | 2017 | 2018 | 2019 | 2020 | 2021 | 2022 | 2023 | 2024 |
| ---- | ---- | ---- | ---- | ---- | ---- | ---- | ---- | ---- | ---- | ---- | ---- | ---- | ---- | ---- | ---- | ---- | ---- | ---- | ---- | ---- | ---- | ---- | ---- | ---- | ---- | ---- | ---- | ---- | ---- | ---- |
| 147  | 141  | 125  | 123  | 99   | 97   | 115  | 113  | 113  | 119  | 113  | 114  | 125  | 115  | 134  | 114  | 98   | 112  | 118  | 94   | 135  | 117  | 90   | 117  | 107  | 114  | 110  | 120  | 121  | 114  | 117  |

## Statistieken

### Van jaar tot jaar
- Bijgewerkt tot en met de wedstrijd tegen  Zweden (0-6) op 19 november 2024.

| Jaar | Wedstrijden | Wedstrijden | Wedstrijden | Wedstrijden | Doelpunten | Doelpunten | Doelpunten | Punten |
| Jaar | Duels       | Winst       | Gelijk      | Verlies     | Voor       | Tegen      | Saldo      | Punten |
| ---- | ----------- | ----------- | ----------- | ----------- | ---------- | ---------- | ---------- | ------ |
| 1992 | 1           | 0           | 0           | 1           | 3          | 6          | –3         | 0.000  |
| 1993 | 4           | 3           | 1           | 0           | 9          | 5          | +4         | 1.750  |
| 1994 | 6           | 0           | 0           | 6           | 1          | 15         | –14        | 0.000  |
| 1995 | 6           | 0           | 1           | 5           | 2          | 21         | –19        | 0.167  |
| 1996 | 9           | 3           | 2           | 4           | 8          | 13         | –5         | 0.889  |
| 1997 | 10          | 1           | 1           | 8           | 5          | 19         | +3         | 0.300  |
| 1998 | 10          | 5           | 2           | 3           | 9          | 12         | –3         | 1.200  |
| 1999 | 9           | 1           | 2           | 6           | 8          | 24         | –16        | 0.444  |
| 2000 | 9           | 0           | 2           | 7           | 2          | 13         | –11        | 0.222  |
| 2001 | 10          | 2           | 2           | 6           | 6          | 15         | –9         | 0.600  |
| 2002 | 11          | 1           | 4           | 6           | 5          | 15         | –10        | 0.545  |
| 2003 | 8           | 1           | 2           | 5           | 8          | 18         | –10        | 0.500  |
| 2004 | 11          | 2           | 5           | 4           | 11         | 18         | –7         | 0.818  |
| 2005 | 11          | 0           | 2           | 9           | 2          | 24         | –22        | 0.182  |
| 2006 | 8           | 0           | 4           | 4           | 2          | 15         | –13        | 0.500  |
| 2007 | 14          | 4           | 3           | 7           | 11         | 24         | –13        | 0.786  |
| 2008 | 11          | 2           | 4           | 5           | 6          | 9          | –3         | 0.727  |
| 2009 | 13          | 2           | 3           | 8           | 8          | 23         | –15        | 0.538  |
| 2010 | 10          | 3           | 3           | 4           | 9          | 17         | –8         | 0.900  |
| 2011 | 10          | 2           | 1           | 7           | 9          | 20         | –11        | 0.500  |
| 2012 | 10          | 2           | 4           | 4           | 10         | 12         | –2         | 0.800  |
| 2013 | 12          | 3           | 7           | 2           | 11         | 8          | +3         | 1.083  |
| 2014 | 8           | 1           | 1           | 6           | 3          | 17         | –14        | 0.375  |
| 2015 | 8           | 2           | 3           | 3           | 8          | 12         | –4         | 0.875  |
| 2016 | 8           | 2           | 3           | 3           | 4          | 9          | –5         | 0.875  |
| 2017 | 7           | 2           | 0           | 5           | 10         | 16         | –6         | 0.571  |
| 2018 | 12          | 4           | 5           | 3           | 14         | 12         | +2         | 1.083  |
| 2019 | 10          | 1           | 2           | 7           | 8          | 20         | –12        | 0.400  |
| 2020 | 7           | 1           | 4           | 2           | 2          | 4          | –2         | 0.857  |
| 2021 | 13          | 1           | 2           | 10          | 11         | 26         | –15        | 0.308  |
| 2022 | 10          | 5           | 1           | 4           | 12         | 8          | +4         | 1.300  |
| 2023 | 9           | 3           | 1           | 5           | 9          | 18         | -9         | 0.778  |
| 2024 | 10          | 2           | 2           | 6           | 9          | 23         | -14        | 0.600  |

### Tegenstanders
- Bijgewerkt tot en met de wedstrijd tegen  Zweden (0-6) op 19 november 2024.

| Tegenstander       | Wed. | W | G | V  | DV | DT | DS  | Details |
| ------------------ | ---- | - | - | -- | -- | -- | --- | ------- |
| Albanië            | 6    | 1 | 1 | 4  | 4  | 8  | –4  | details |
| Andorra            | 5    | 1 | 4 | 0  | 2  | 1  | +1  | details |
| Bahrein            | 2    | 2 | 0 | 0  | 5  | 1  | +4  | details |
| België             | 6    | 0 | 1 | 5  | 2  | 15 | –13 | details |
| Bosnië en Her.     | 1    | 0 | 0 | 1  | 0  | 1  | –1  | details |
| Bulgarije          | 5    | 0 | 2 | 3  | 2  | 7  | –5  | details |
| Canada             | 1    | 0 | 1 | 0  | 1  | 1  | 0   | details |
| Cyprus             | 2    | 1 | 1 | 0  | 1  | 0  | +1  | details |
| Duitsland          | 6    | 0 | 0 | 6  | 4  | 24 | –20 | details |
| Engeland           | 2    | 0 | 0 | 2  | 0  | 3  | –3  | details |
| Estland            | 12   | 2 | 6 | 4  | 9  | 12 | –3  | details |
| Faeröer            | 3    | 3 | 0 | 0  | 8  | 0  | +8  | details |
| Filipijnen         | 1    | 1 | 0 | 0  | 1  | 0  | +1  | details |
| Finland            | 8    | 1 | 0 | 7  | 5  | 15 | –10 | details |
| Frankrijk          | 2    | 0 | 0 | 2  | 0  | 12 | –12 | details |
| Georgië            | 4    | 1 | 2 | 1  | 2  | 2  | 0   | details |
| Honduras           | 1    | 0 | 1 | 0  | 0  | 0  | 0   | details |
| Hongarije          | 7    | 0 | 0 | 7  | 2  | 19 | –17 | details |
| Ierland            | 2    | 0 | 1 | 1  | 1  | 4  | -3  | details |
| IJsland            | 1    | 0 | 1 | 0  | 1  | 1  | 0   | details |
| India              | 1    | 1 | 0 | 0  | 3  | 0  | +3  | details |
| Irak               | 1    | 0 | 0 | 1  | 0  | 1  | –1  | details |
| Iran               | 3    | 0 | 1 | 2  | 2  | 4  | –2  | details |
| Israël             | 5    | 0 | 2 | 3  | 2  | 12 | –10 | details |
| Italië             | 5    | 0 | 0 | 5  | 3  | 14 | –11 | details |
| Japan              | 1    | 0 | 0 | 1  | 0  | 2  | –2  | details |
| Jordanië           | 3    | 2 | 1 | 0  | 5  | 2  | +3  | details |
| Kazachstan         | 12   | 4 | 3 | 5  | 15 | 17 | –2  | details |
| Kirgizië           | 3    | 2 | 1 | 0  | 4  | 0  | +4  | details |
| Koeweit            | 2    | 0 | 2 | 0  | 2  | 2  | 0   | details |
| Kosovo             | 2    | 0 | 1 | 1  | 0  | 4  | –4  | details |
| Kroatië            | 4    | 0 | 2 | 2  | 2  | 9  | –7  | details |
| Letland            | 6    | 1 | 4 | 1  | 5  | 4  | +1  | details |
| Liechtenstein      | 6    | 3 | 1 | 1  | 8  | 2  | +6  | details |
| Litouwen           | 3    | 1 | 1 | 1  | 2  | 2  | 0   | details |
| Luxemburg          | 7    | 1 | 3 | 3  | 6  | 9  | -3  | details |
| Macedonië          | 8    | 1 | 2 | 5  | 8  | 15 | –7  | details |
| Malta              | 9    | 2 | 3 | 4  | 9  | 14 | –5  | details |
| Moldavië           | 12   | 3 | 5 | 4  | 8  | 10 | –2  | details |
| Mongolië           | 1    | 1 | 0 | 0  | 1  | 0  | +1  | details |
| Montenegro         | 3    | 0 | 1 | 2  | 0  | 4  | –4  | details |
| Noord-Ierland      | 6    | 1 | 2 | 3  | 3  | 8  | –5  | details |
| Noorwegen          | 6    | 1 | 1 | 4  | 1  | 9  | –8  | details |
| Oekraïne           | 1    | 0 | 1 | 0  | 0  | 0  | 0   | details |
| Oezbekistan        | 10   | 4 | 4 | 2  | 11 | 10 | +1  | details |
| Oman               | 2    | 0 | 0 | 2  | 0  | 3  | –3  | details |
| Oostenrijk         | 6    | 0 | 1 | 5  | 2  | 14 | –12 | details |
| Palestina          | 1    | 0 | 0 | 1  | 0  | 2  | –2  | details |
| Polen              | 6    | 0 | 1 | 5  | 1  | 20 | –19 | details |
| Portugal           | 8    | 0 | 1 | 7  | 1  | 22 | –21 | details |
| Qatar              | 5    | 1 | 2 | 2  | 7  | 8  | -1  | details |
| Roemenië           | 4    | 0 | 0 | 4  | 1  | 12 | –11 | details |
| Rusland            | 5    | 0 | 2 | 3  | 2  | 9  | –7  | details |
| San Marino         | 2    | 2 | 0 | 0  | 6  | 1  | +5  | details |
| Saoedi-Arabië      | 1    | 0 | 0 | 1  | 0  | 1  | –1  | details |
| Servië             | 6    | 1 | 1 | 4  | 7  | 15 | –8  | details |
| Singapore          | 2    | 0 | 1 | 1  | 3  | 6  | –3  | details |
| Slovenië           | 1    | 0 | 1 | 0  | 0  | 0  | 0   | details |
| Slowakije          | 12   | 2 | 0 | 10 | 8  | 26 | –18 | details |
| Spanje             | 1    | 0 | 0 | 1  | 0  | 6  | –6  | details |
| Tadzjikistan       | 1    | 1 | 0 | 0  | 3  | 2  | +1  | details |
| Trinidad en Tobago | 2    | 0 | 0 | 2  | 0  | 3  | –3  | details |
| Tsjechië           | 3    | 1 | 1 | 1  | 3  | 2  | +1  | details |
| Turkije            | 10   | 1 | 2 | 7  | 4  | 13 | –9  | details |
| Turkmenistan       | 1    | 1 | 0 | 0  | 3  | 0  | +3  | details |
| V.A.E.             | 1    | 0 | 1 | 0  | 3  | 3  | 0   | details |
| Verenigde Staten   | 1    | 0 | 0 | 1  | 0  | 2  | –2  | details |
| Wales              | 8    | 0 | 1 | 7  | 2  | 15 | –13 | details |
| Wit-Rusland        | 6    | 3 | 2 | 1  | 7  | 4  | +3  | details |
| Zweden             | 6    | 1 | 0 | 5  | 4  | 18 | –14 | details |
| Zwitserland        | 2    | 1 | 0 | 1  | 1  | 5  | –4  | details |

AFFA · A-internationals · Bondscoaches · Statistieken · Azerbeidzjaans vrouwenelftal · Azerbeidzjan U21 · Azerbeidzjan U20 · Azerbeidzjan U19 · Azerbeidzjan U18 · Azerbeidzjan U17 · Azerbeidzjan U16
1992 – 1999 ·
2000 – 2009 ·
2010 – 2019 ·
2020 − 2029
1992 · 
1993 · 
1994 · 
1995 · 
1996 · 
1997 · 
1998 · 
1999 · 
2000 · 
2001 · 
2002 · 
2003 · 
2004 · 
2005 · 
2006 · 
2007 · 
2008 · 
2009 · 
2010 · 
2011 · 
2012 · 
2013 · 
2014 · 
2015 · 
2016 · 
2017 ·
2018 ·
2019 ·
2020 ·
2021 ·
2022 ·
2023 ·
2024
Albanië ·
Andorra ·
Bahrein ·
België ·
Bosnië en Herzegovina · 
Bulgarije ·
Canada ·
Cyprus ·
Duitsland ·
Engeland ·
Estland ·
Faeröer ·
Filipijnen ·
Finland ·
Frankrijk ·
Georgië ·
Honduras ·
Hongarije ·
Ierland ·
IJsland ·
India ·
Irak ·
Iran ·
Israël ·
Italië ·
Japan · 
Jordanië ·
Kazachstan ·
Kirgizië · 
Koeweit · 
Kosovo · 
Kroatië · 
Letland ·
Liechtenstein ·
Litouwen ·
Luxemburg ·
Malta ·
Moldavië ·
Mongolië ·
Montenegro ·
Noord-Ierland ·
Noord-Macedonië ·
Noorwegen ·
Oekraïne ·
Oezbekistan ·
Oman ·
Oostenrijk ·
Palestina ·
Polen ·
Portugal ·
Qatar ·
Roemenië ·
Rusland ·
San Marino ·
Saoedi-Arabië ·
Servië ·
Servië en Montenegro ·
Singapore ·
Slovenië ·
Slowakije ·
Spanje ·
Tadzjikistan · 
Trinidad en Tobago · 
Tsjechië ·
Turkije · 
Turkmenistan · 
Verenigde Arabische Emiraten ·
Verenigde Staten ·
Wales ·
Wit-Rusland ·
Zwitserland ·
Zweden
 Albanië ·  Andorra ·  Armenië ·  Azerbeidzjan ·  België ·  Bosnië en Herzegovina ·  Bulgarije ·  Cyprus ·  Denemarken ·  Duitsland ·  Engeland ·  Estland ·  Faeröer ·  Finland ·  Frankrijk ·  Georgië ·  Gibraltar ·  Griekenland ·  Hongarije ·  Ierland ·  IJsland ·  Israël ·  Italië ·  Kazachstan ·  Kosovo ·  Kroatië ·  Letland ·  Liechtenstein ·  Litouwen ·  Luxemburg ·  Malta ·  Moldavië ·  Montenegro ·  Nederland ·  Noord-Ierland ·  Noord-Macedonië ·  Noorwegen ·  Oekraïne ·  Oostenrijk ·  Polen ·  Portugal ·  Roemenië ·  Rusland ·  San Marino ·  Schotland ·  Servië ·  Slovenië ·  Slowakije ·  Spanje ·  Tsjechië ·  Turkije ·  Wales ·  Wit-Rusland ·  Zweden ·  Zwitserland
 Bohemen ·  Bohemen en Moravië ·  Duitse Democratische Republiek ·  Ierland ·  Joegoslavië ·  Servië en Montenegro ·  Tsjecho-Slowakije ·  GOS ·  Saarland ·  Sovjet-Unie